# Nicola Ravaglia
Nicola Ravaglia (Forlì, Italia; 12 de diciembre de 1988) es un futbolista italiano. Juega de guardameta y su equipo actual es la Sampdoria de la Serie B.

## Trayectoria
Ravaglia comenzó su carrera en el Cesena en la temporada 2006-07, debutando en la Serie B. Fue cedido al U.S. Poggibonsi al año siguiente, donde fue el portero titular en la campaña que aseguró el regreso del club a la segunda división. Años siguientes, fue cedido al F.C. Esperia Viareggio, SPAL y el Vicenza.
Debutó en la Serie A con el Cesena el 10 de septiembre de 2011 ante el Napoli.
El 1 de septiembre de 2020, Ravaglia fichó en la Sampdoria.

## Clubes
| Club                             | País   | Año       |
| -------------------------------- | ------ | --------- |
| Cesena                           | Italia | 2007-2014 |
| Poggibonsi (préstamo)            | Italia | 2007-2008 |
| Viareggio (préstamo)             | Italia | 2009-2010 |
| SPAL (préstamo)                  | Italia | 2010-2011 |
| Vicenza (préstamo)               | Italia | 2013-2014 |
| Parma                            | Italia | 2014-2015 |
| Cosenza (préstamo)               | Italia | 2014-2015 |
| Cremonese                        | Italia | 2015-2020 |
| Sampdoria                        | Italia | 2020-     |
| Carrarese Calcio 1908 (préstamo) | Italia | 2025      |

## Palmarés

### Títulos nacionales
| Título                   | Club      | País   | Año             |
| ------------------------ | --------- | ------ | --------------- |
| Lega Pro Prima Divisione | Cesena    | Italia | 2008-09 Grupo A |
| Lega Pro                 | Cremonese | Italia | 2016-17         |